# Australoechus
Australoechus is een vliegengeslacht uit de familie van de wolzwevers (Bombyliidae). De wetenschappelijke naam van het geslacht werd voor het eerst geldig gepubliceerd in 1995 door David J. Greathead.

## Soorten
Het genus bevat de volgende soorten:

- Australoechus ammophilus (Hesse, 1938)
- Australoechus anastoechoides (Hesse, 1938)
- Australoechus bezzii (Hesse, 1938)
- Australoechus capensis (Linnaeus, 1764)
- Australoechus cinctutus (Hesse, 1938)
- Australoechus fenestralis (Hesse, 1938)
- Australoechus hirtus (Loew, 1860)
- Australoechus hottentotus (Hesse, 1938)
- Australoechus hypoleucus (Wiedemann, 1821)
- Australoechus leucolasius (Hesse, 1938)
- Australoechus megaspilus (Bezzi, 1921)
- Australoechus micans (Fabricius, 1798)
- Australoechus minusculus (Hesse, 1938)
- Australoechus molihirtus (Hesse, 1938)
- Australoechus molitor (Wiedemann, 1830)
- Australoechus mollihirtus (Hesse, 1938)
- Australoechus naibensis (Hesse, 1961)
- Australoechus nigripecten (Bezzi, 1921)
- Australoechus obesus (Bezzi, 1921)
- Australoechus pentaspilus (Bezzi, 1921)
- Australoechus peringueyi (Bezzi, 1921)
- Australoechus punctatelloides (Hesse, 1938)
- Australoechus punctatellus (Bezzi, 1921)
- Australoechus punctifer (Bezzi, 1921)
- Australoechus purpureus (Bezzi, 1921)
- Australoechus resplendens (Hesse, 1961)
- Australoechus servillei (Macquart, 1840)
- Australoechus spinibarbus (Bezzi, 1921)
- Australoechus volucer (Hesse, 1938)
- Australoechus zoutpansbergianus (Hesse, 1938)